# Podsarnie
Podsarnie (maďarsky Szárnya, slovensky Sŕnie) je obec (starostenství) v gmině Raba Wyżna v okrese Nowy Targ, který je součástí Malopolského vojvodství. V obci se hovoří oravským, resp. goralským nářečím.

## Historie
Obec je uvedena v daňovém rejstříku z roku 1567. Lokátorem a prvním šoltysem obce byl Melchior Sarna. Obec patřila do oravského panství uherského rodu Thurzů. Do roku 1918 byla obec součástí Uherska, poté byla součástí první československé republiky. Od roku 1920 do roku 1939 byla součástí druhé polské republiky. V letech 1939 až 1945 byla součástí Slovenska.
V roce 2005 měla obec 780 obyvatel.